# Gertrude Fehr
Pour les articles homonymes, voir Fehr.
Gertrude Fehr, née Fuld (Mayence, 5 mars 1895 - Montreux, 16 août 1996) est une photographe et enseignante de la photographie allemande d'origine juive mayençaise,. Développant son activité à Munich et, dès 1933 à Paris, elle s'établit en Suisse romande à partir de 1939 où elle ouvre une école de photographie qui s'intègre en 1945 à l'École des Arts et métiers de Vevey. Ses travaux sont considérés comme avant-gardistes.

## Biographie
Gertrude Fehr est la fille de Ludwig Fuld (conseiller de justice) et de Charlotte Cohen. Avant de choisir la photographie, Gertrude Fehr, alors Fuld, souhaitait devenir juriste. Ce type de métier n'étant pas facilement accessible aux femmes de son époque, elle dut renoncer à ce choix de carrière.
Gertrude Fehr commence son apprentissage en 1918 auprès du portraitiste Edouard Wasow dans son atelier de Munich. En 1922, elle ouvre son propre atelier de portraits dans la même ville, à la Französicherstrasse. Deux ans plus tard, elle tire le portrait de la fille d'un directeur de théâtre qui lui donne pour mission de photographier son théâtre ; elle devient la photographe préférée des théâtres de Munich.
De 1927 à 1933, Gertrude Fehr est à la tête d'une entreprise florissante, elle est réputée pour ses solarisations, portraits, ses nus, et ses photomontages. Elle rencontrera son futur mari, le peinture suisse Jules Fehr, qui étudiait alors à l'Académie. En 1933, la vie devenant difficile à l'orée de la Seconde Guerre mondiale, le couple quitte l'Allemagne. Ce départ leur permet d'émigrer à Paris, où ils ouvrent leur première école de photographie, l'École Publiphot à la Rue Simon Dereure 15 à Montmartre. Gertrude Fehr en est la directrice.
À cette époque, elle reçoit la médaille d'or de la Triennale de Milan pour son portrait de Bertha Drews et Maria Schlotthaus.
La progression des troupes allemandes force le couple à fuir vers la Suisse et à fermer l'École Publiphot en 1939. En 1940, ils ouvrent à Lausanne l'École de photographie de Suisse romande. Selon une source, l'école sera définitivement rattachée à l'École des arts et métiers de Vevey en septembre 1945. Selon une autre source, l'Union suisse des photographes reprend l'École en 1944 puis l'incorpore à l'École des Arts et Métiers de Vevey. À Lausanne puis à Vevey, Gertrude Fehr a notamment comme élève la photographe suisse Henriette Grindat, à qui elle transmet des techniques héritées des surréalistes, comme les montages, les solarisations et les expositions multiples.
Gertrude Fehr donnera des cours de portrait, de mode, de publicité et de reportage dans son école jusqu'en 1960, où elle a formé des centaines de photographes, dont Jean-Loup Sieff, Luc Chessex, Yvan Dalain, Monique Jacot ou encore les cinéastes Yves Yersin et Francis Reusser. Elle arrête d'enseigner en 1960 et se consacre à réaliser des portraits d'artistes célèbres et à des activités de journaliste.

## Collections
Ses archives sont conservées par le musée à Photo Élysée de Lausanne qui lui consacre une rétrospective en 2002.

## Ouvrages
Gertrude Fehr, Fotografien seit 1918. Musée de Munich, produit par Siegfried H. Bezold en 1980.